# BMW・1シリーズ

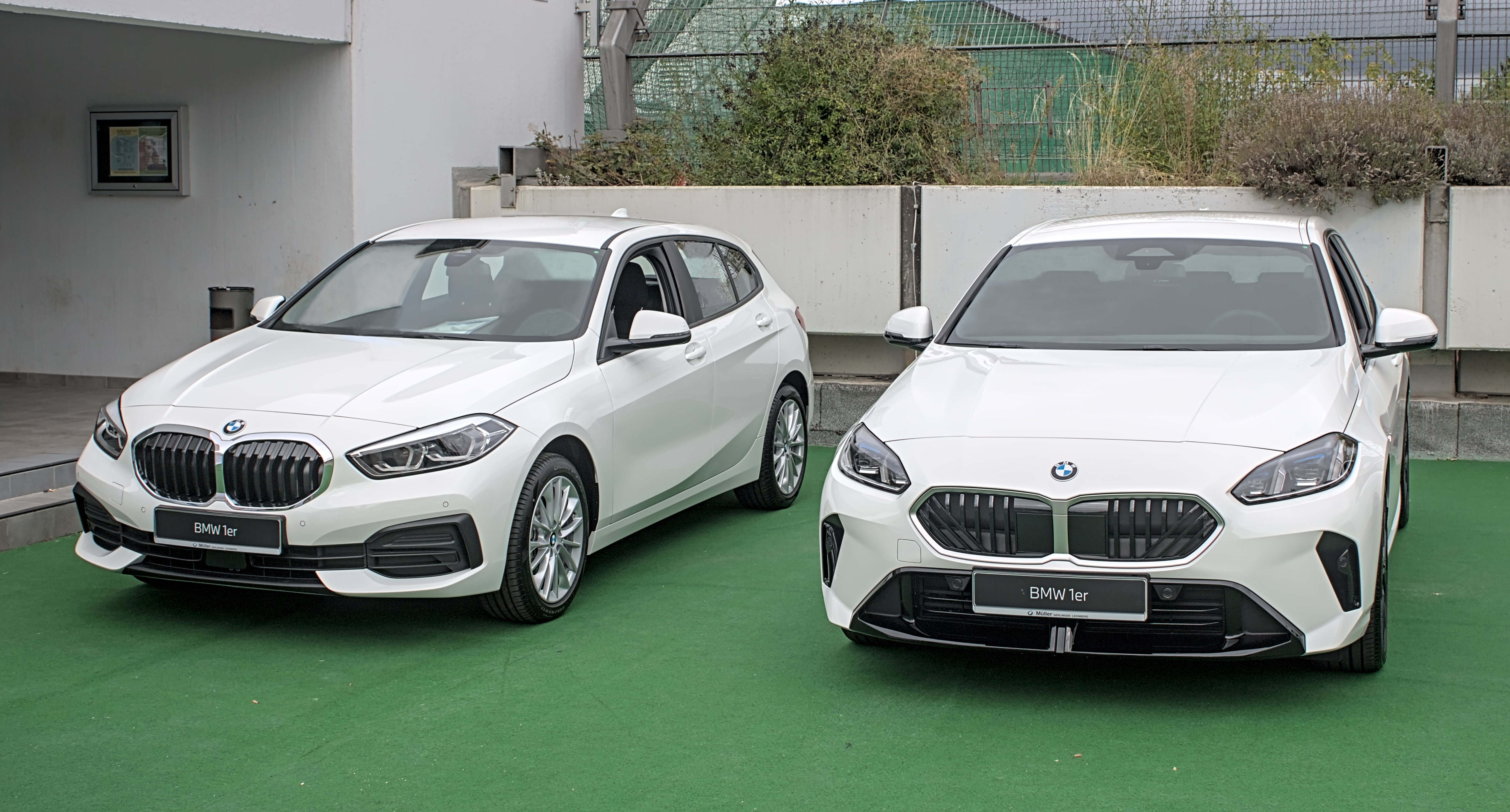
3代目（F40）& 4代目（F70）

1シリーズ（英語名: 1 Series、ドイツ語名: 1er）は、ドイツの自動車メーカー・BMWが製造・販売している乗用車である。

## 概要
Cセグメントに属しており、かつて、BMWのエントリーモデルであった、3シリーズコンパクト（E46）の後継を担っている。
基本のボディタイプは、5ドアハッチバックとなるが、世代や地域によっては、2ドアクーペ/オープンカー、3ドアハッチバック、4ドアセダンも用意されていた。
他社のCセグメント車は、室内容積などの実用面を重視して、駆動方式に横置きFFを採用しているのに対し、初代（E87）および2代目（F20）の1シリーズは、走行性能の追求のため、フロントアクスルとリアアクスルの荷重を、ほぼ50:50の均等に配分することに拘り、縦置きFRを採用していた。
3代目（F40）は、MINIや、2シリーズ アクティブツアラー/グランツアラー（F45/F46）で培われた技術を活用し、横置きFFで開発された。ただし、アクセルペダルは、吊り下げ式ではなく、引き続き、オルガン式が採用される。

## BMW CS1 Concept
| CS1 Concept |  | CS1 Concept |
| CS1 Concept |  |             |

2002年、デザイン開発コンセプトモデルの「BMW CS1 Concept」が公開された。のちに発売される下記の市販車（E88）とは仕様が異なっており、オープンエア・2ドア・4シーターに、1,796cc 直列4気筒ガソリンエンジンを搭載していた。

## 初代（2004年 - 2011年）E81型/E82型/E87型/E88型

### ハッチバック (E87/E81)
2004年7月、ドイツ本国で発表された。開発時のデザイン部長は、クリス・バングル。基本のプラットフォームを、5代目・3シリーズ（E90）と共有し、60％程度の部品を流用している。販売当初は、5ドアモデルのみで、モデルコードはE87である。生産は、ドイツのレーゲンスブルク工場で行われる。日本へはガソリンエンジンモデルのみ輸入されたが、海外ではディーゼルエンジン搭載車も設定された。

### 日本での販売
2007年1月、ドイツ本国でフェイスリフトモデル （E87 LCI）が発表され、同時に、3ドアモデル (E81) が追加された（日本未導入）。キドニーグリルが大きくなり、フォグランプ形状も丸型から四角形に変更された。これに伴い、フロントバンパー開口部も変更されている。また、「120i」と「118i」には、新開発の直列4気筒ガソリンエンジンが搭載された。
2004年9月22日、発表された。同年10月9日から「120i」の販売を開始し、「118i」と「116i」は、予約受付が開始された（納車開始は、2005年3月頃）。「116i」は1.6L 直列4気筒ガソリンエンジン、「118i」と「120i」は、2.0L 直列4気筒ガソリンエンジンを搭載し、6速ATが組み合わされる。全モデル、右ハンドル仕様のみの設定となる。タイヤサイズは「116i」が前後195/55R16を装着し、「118i」と「120i」が前後205/55R16、「130i」が前：205/50R17　後：225/45R17サイズを採用した。
2005年10月4日、「116i」「118i」「120i」にも、「M Sport」パッケージが、オプション設定された。また3.0L 直列6気筒ガソリンエンジンを搭載した、フラッグシップモデルの「130i」が追加された。130iは「M Sport」を標準装着としており、右ハンドル、6速MTのみの設定となる。価格は4,870,000円　（消費税込み、消費税以外の税、登録諸費用別）で右ハンドルのみ。iDriveは「130i」のみに標準搭載され、他のグレードではオプションであった。マフラーは左側の2本だしで可変バルブを備えており、エンジンの運転状況によって排気抵抗が自動調節される。マニュアルでは排気フラップの開閉は出来ない。0-100 km/hは6.1秒を記録した。スピード・リミッターは250 km/hで作動する。「M Sport」パッケージには、ルマン・ブルー、チタン・シルバー、ブラック・サファイア、スパークリング・グラファイト、アルピン・ホワイト、ジャパン・レッドの6色が設定された。
2006年4月20日、仕様変更。「130i」に、6速ATモデルが追加された。ステアリングには、パドルシフトが装備され、変速時間を短縮した「スポーツAT」を採用する。
2007年5月24日、フェイスリフトモデル（LCI）が正式発表され後期型となる。日本仕様では、「118i」が廃止され、4気筒モデルは「116i」と「120i」だけとなった。通常モデルは、バンパーが変更され、キドニーグリルの角が丸くなり、フォグランプが丸型から四角型に変わった。フロントとリヤのライトも変更された。「120i」は装備が改善される一方で価格が下げられた。サイドシルのデザインも手が加えられフィン状の出っ張りの位置が高い位置に移動となった。ただしMスポーツについてはバンパーやライトやキドニーグリルは前期のまま変更されなかった。内装ではダッシュボードの質感が向上し、ドアの内張りも2分割構造になった。130iに標準装備されるiDriveナビパッケージには8個のプログラマブルボタンが導入され、ナビやオーディオの好みの設定と登録することが出来るようになった。以上、外観と内装の変更点は少ないが、乗り心地とハンドリング性能の両方が改善されている。乗り心地は滑らかな感触になり特にMスポーツバージョンでもゴツゴツした突き上げ感が少なくなった。これによりハンドリングも安定感を増して追従性が改善している。
2010年5月25日、仕様変更。本国仕様に遅れて、新型のエンジンに切り替えることが発表された。ただし、「130i」においては直噴のN53エンジンの搭載は見送られ、N52エンジン型が、若干のパワーダウン等の小変更を受けて採用された。ただしヘッドカバーの色がシルバーから黒に変更されている。
| E87（2004年 - 2007年）/ E87 LCI（2007年 - 2011年） | E87（2004年 - 2007年）/ E87 LCI（2007年 - 2011年） | E87（2004年 - 2007年）/ E87 LCI（2007年 - 2011年） | E87（2004年 - 2007年）/ E87 LCI（2007年 - 2011年） | E87（2004年 - 2007年）/ E87 LCI（2007年 - 2011年） | E87（2004年 - 2007年）/ E87 LCI（2007年 - 2011年） | E87（2004年 - 2007年）/ E87 LCI（2007年 - 2011年） | E87（2004年 - 2007年）/ E87 LCI（2007年 - 2011年） |
| グレード                                           | 型式                                               | 排気量 (cc)                                        | エンジン                                           | 最高出力 (ps/rpm)                                  | 最大トルク (kgm/rpm)                               | 変速機                                             | 駆動方式                                           |
| -------------------------------------------------- | -------------------------------------------------- | -------------------------------------------------- | -------------------------------------------------- | -------------------------------------------------- | -------------------------------------------------- | -------------------------------------------------- | -------------------------------------------------- |
| 116i（2004年 - 2010年）                            | N45B16A                                            | 1,596                                              | 直列4気筒DOHC                                      | 115/6,000                                          | 15.3/4,300                                         | 6速AT                                              | 後輪駆動                                           |
| 116i（2010年 - 2011年）                            | N43B16A                                            | 1,597                                              | 直列4気筒DOHC                                      | 122/6,000                                          | 16.3/4,250                                         | 6速AT                                              | 後輪駆動                                           |
| 118i（2004年 - 2010年）                            | N46B20B                                            | 1,995                                              | 直列4気筒DOHC                                      | 129/5,750                                          | 18.4/3,250                                         | 6速AT                                              | 後輪駆動                                           |
| 120i（2004年 - 2010年）                            | N46B20B                                            | 1,995                                              | 直列4気筒DOHC                                      | 156/6,400                                          | 20.4/3,600                                         | 6速AT                                              | 後輪駆動                                           |
| 120i（2010年 - 2011年）                            | N43B20A                                            | 1,995                                              | 直列4気筒DOHC                                      | 170/6,700                                          | 21.4/4,250                                         | 6速AT                                              | 後輪駆動                                           |
| 130i（2006年 - 2010年）                            | N52B30A                                            | 2,996                                              | 直列6気筒DOHC                                      | 265/6,600                                          | 32.1/2,750                                         | 6速AT/6速MT                                        | 後輪駆動                                           |
| 130i（2010年 - 2011年）                            | N52B30A                                            | 2,996                                              | 直列6気筒DOHC                                      | 258/6,600                                          | 31.6/2,600-3,000                                   | 6速AT/6速MT                                        | 後輪駆動                                           |

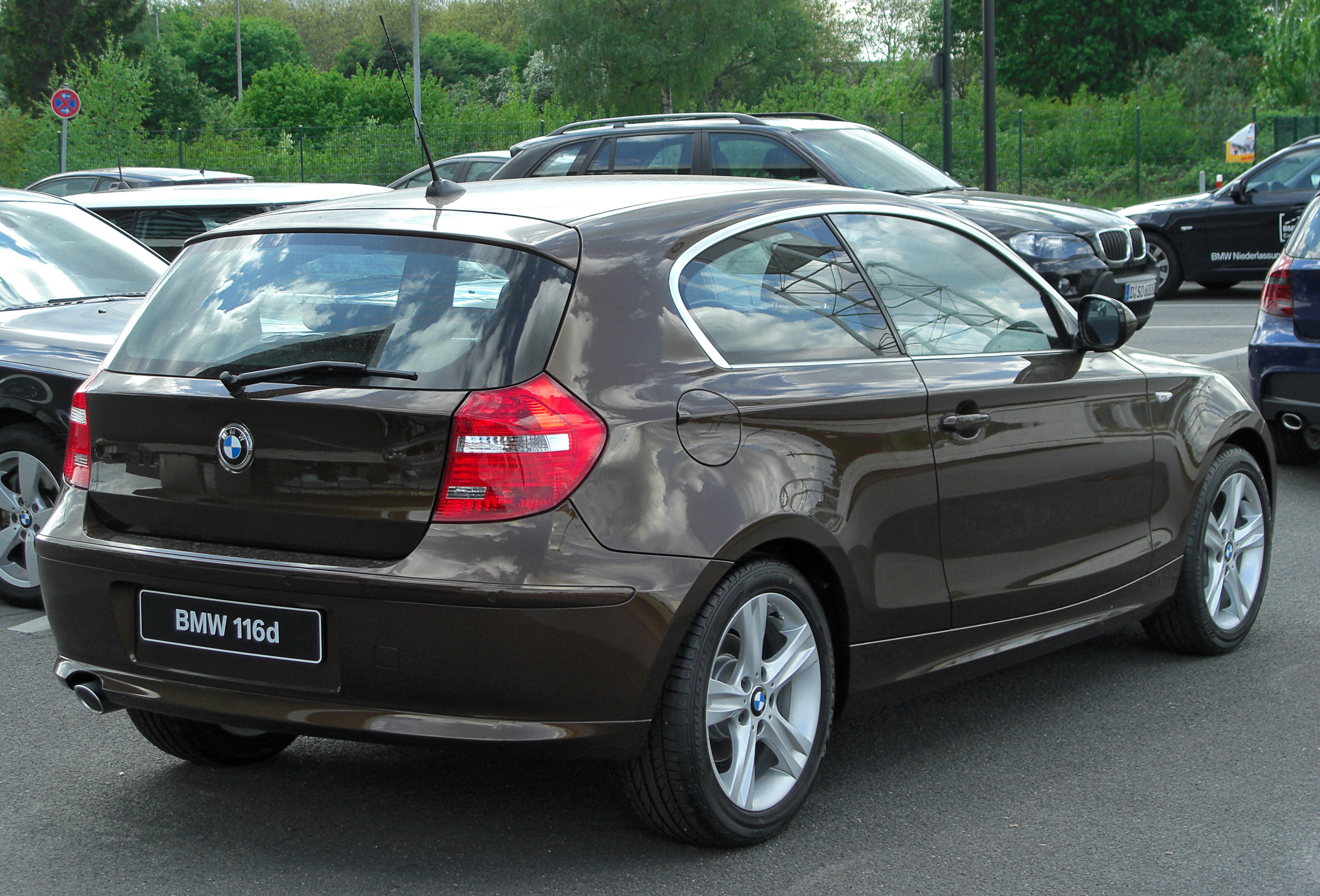
E81 116d 3ドア
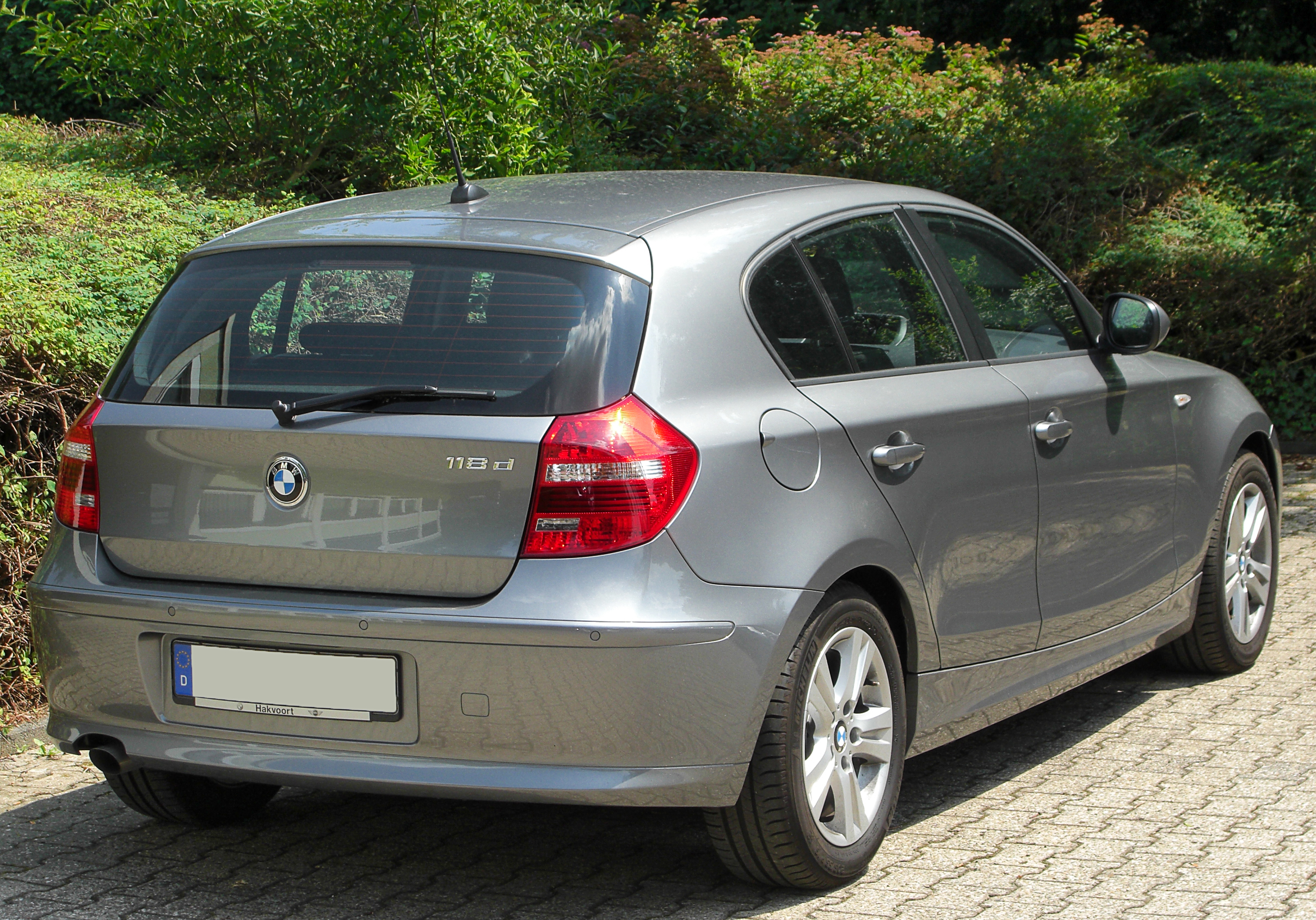
E87 118d 5ドア
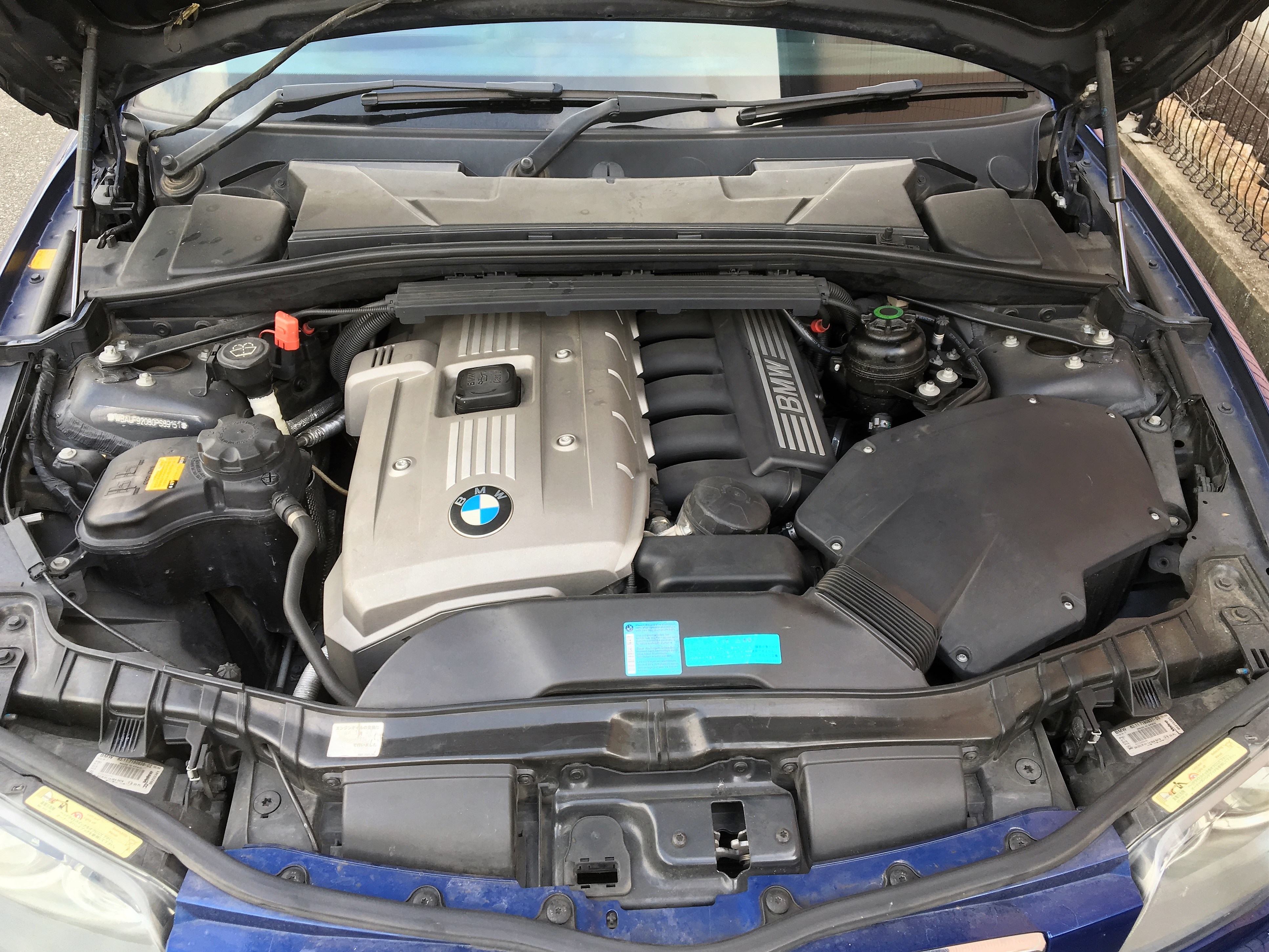
E87 130i エンジン
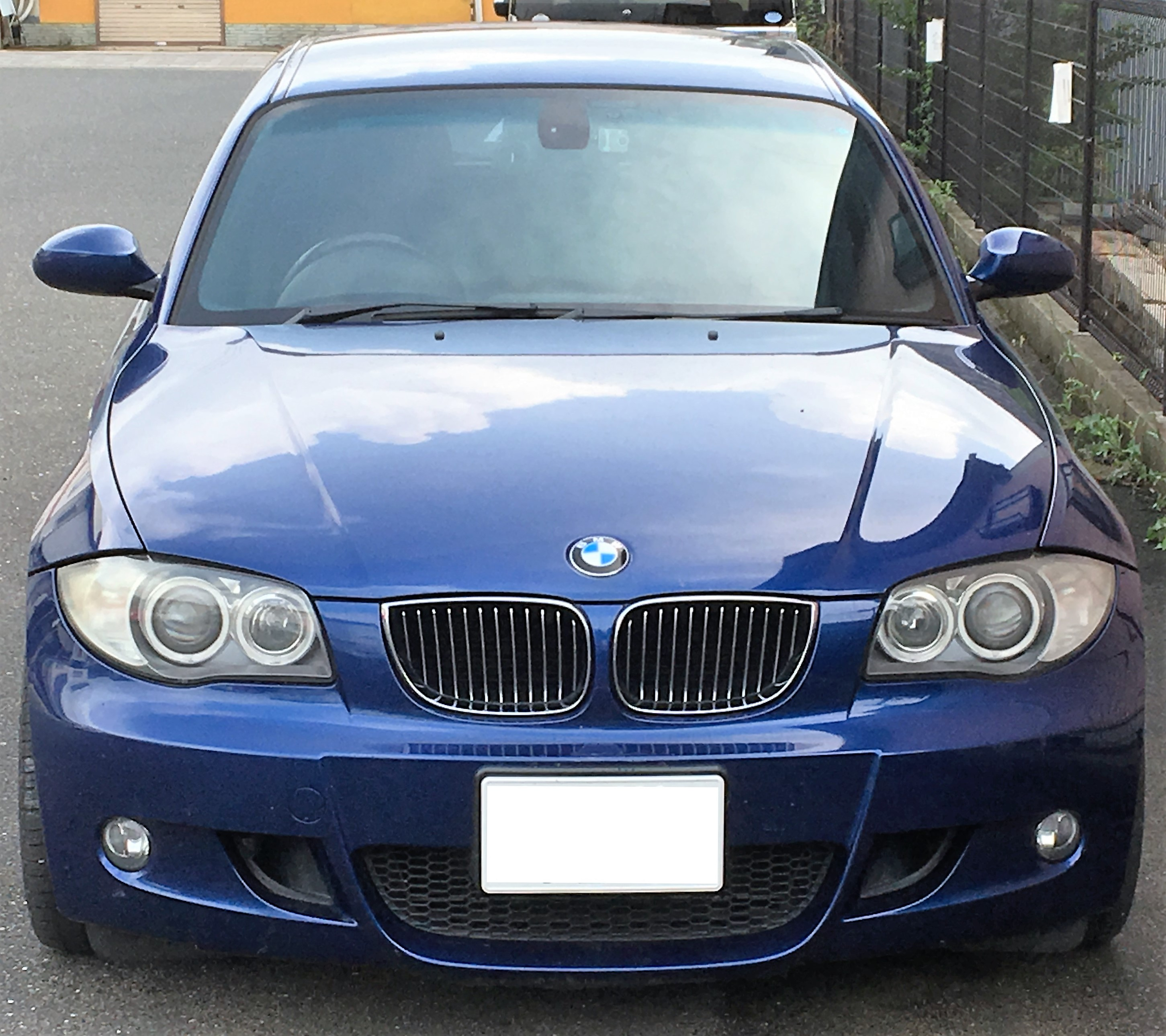
E87 M Sport 専用エアロ
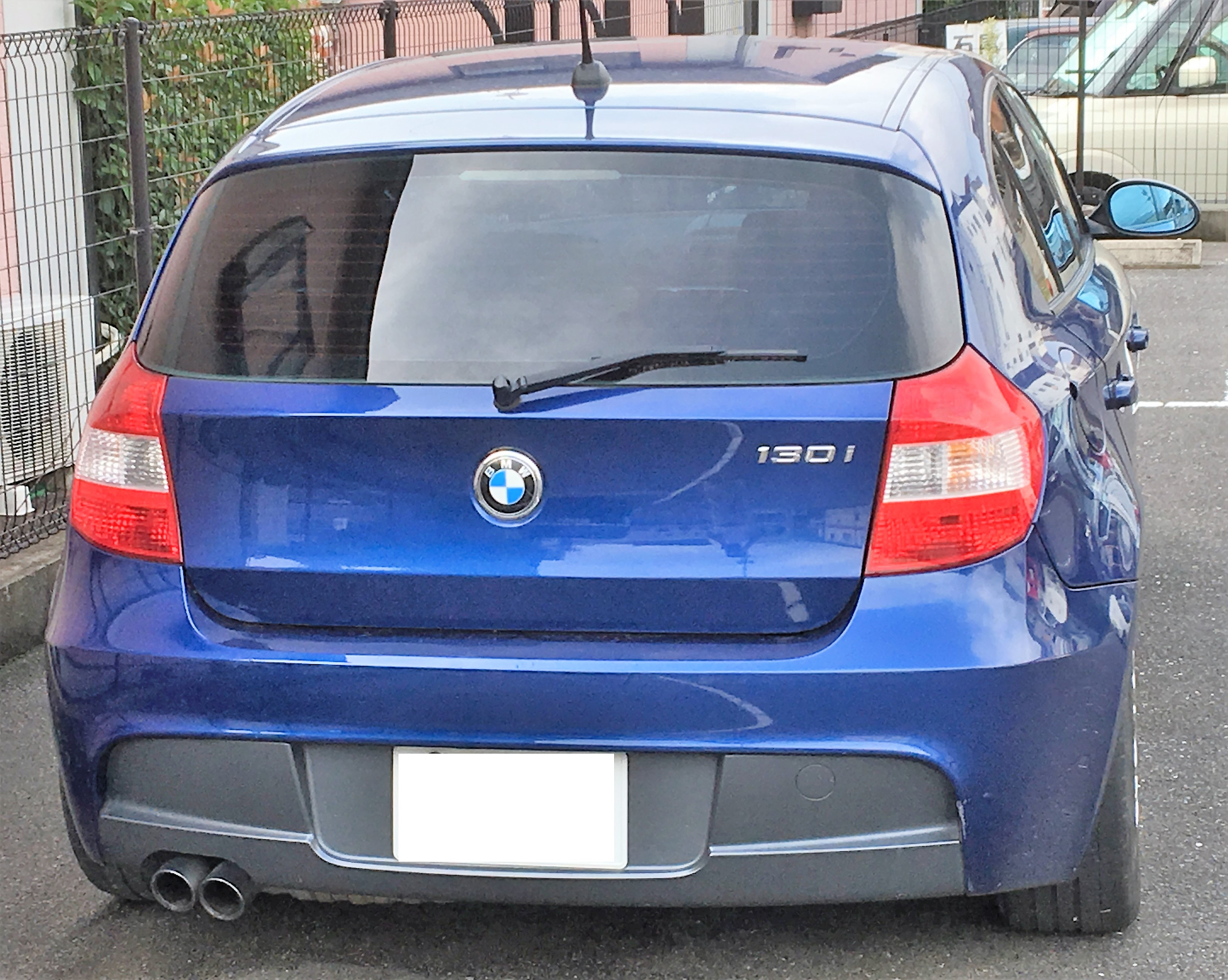
E87 M Sport 可変マフラー専用バンパー

### クーペ (E82) / カブリオレ (E88)

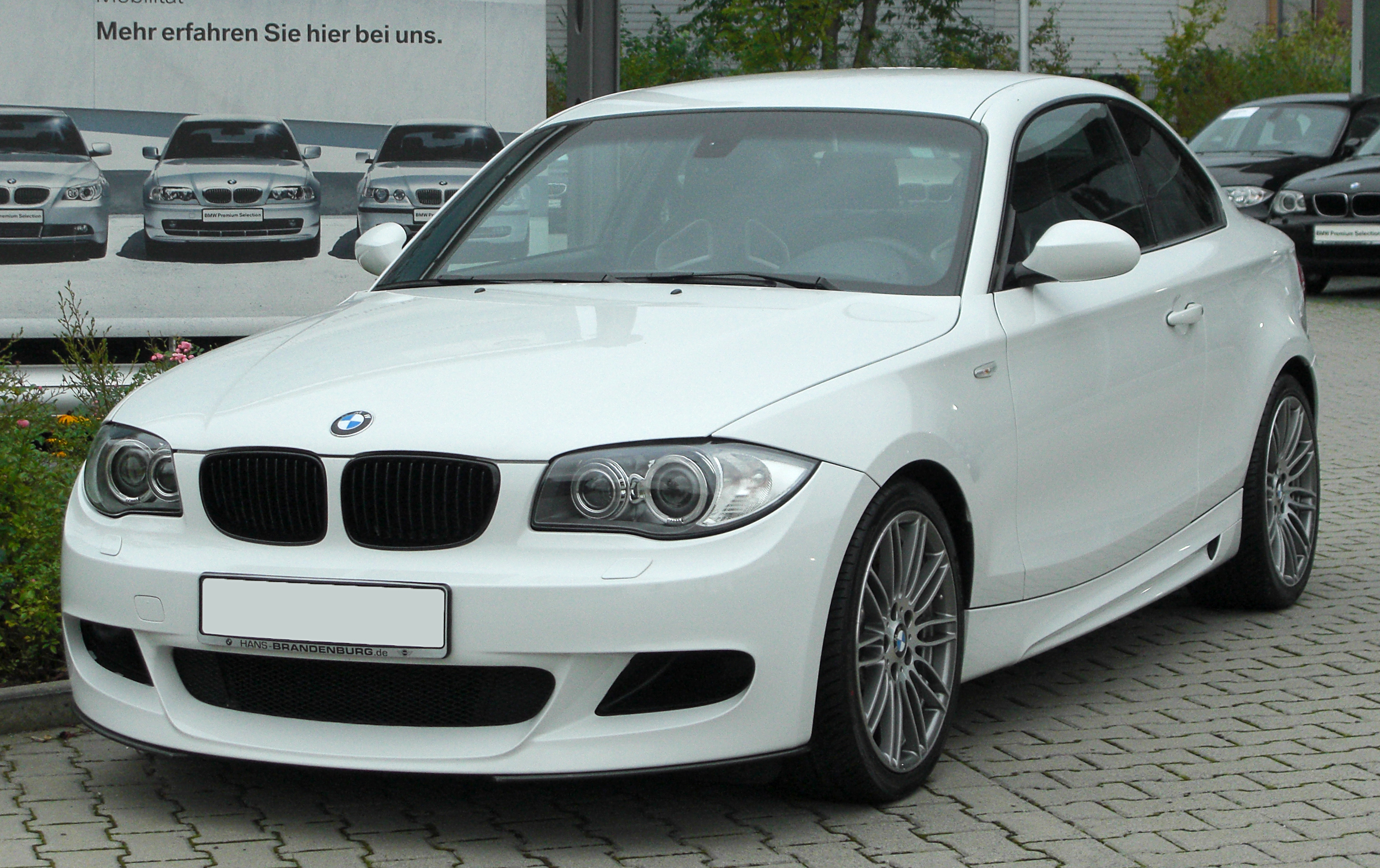
E82 123d クーペ

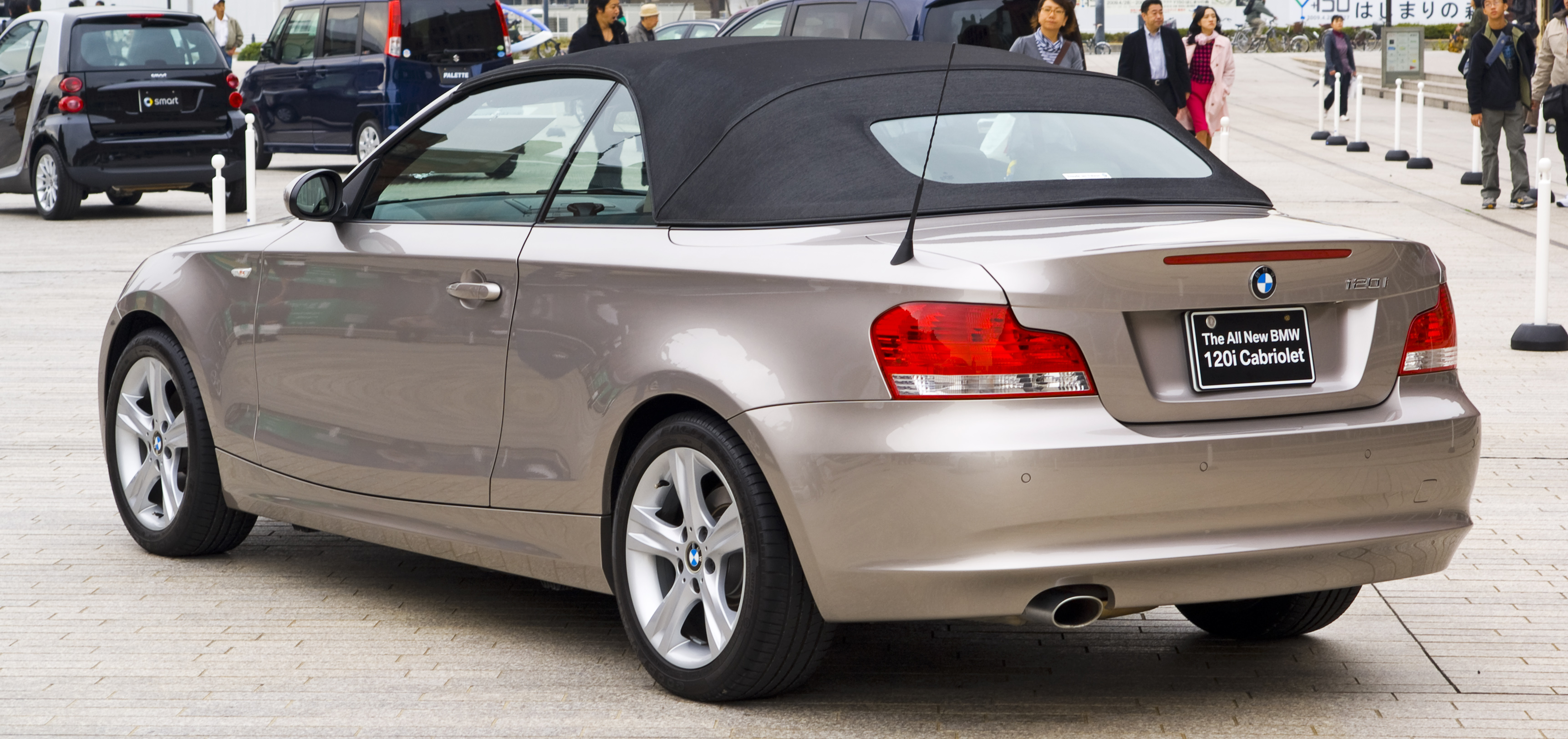
E88 120i カブリオレ

2007年7月、翌年春より、クーペモデル (E82) をアメリカ、欧州市場に投入することが発表された。
同年10月、カブリオレ (E88) が、ドイツ本国で発表された。4人乗りのオープンモデルで、ファブリック製の電動開閉式ソフトトップを採用している。
2014年、クーペ及び、カブリオレの後継モデルが「2シリーズ」に改称され、発売を開始した。

### 日本での販売
2008年2月26日、クーペが発表された。3.0L 直列6気筒ツインターボ・ガソリンエンジン（BMW・N54エンジン）を搭載する「135i」が設定された。トランスミッションは、6速MTが標準設定で、6速ATは予約受注という形が採られた。Mスポーツパッケージは、標準装備であった。
同年3月26日、カブリオレが発表された。2.0L 直列4気筒ガソリンエンジンに、6速ATが組み合わされる「120i」のみが用意された。
2010年5月25日、「120i」のエンジンが換装され、またクーペモデルが追加投入された。120iは、従来モデルと比較して約10%の出力向上を達成しながら、燃料消費率は約25%効率化され14.4km/lとなった。また、「135i」では、エンジンが直噴エンジン（BMW・N55エンジン）に変更されるとともに、6速ATのトランスミッションが7速DCTに変更された。またマイクロ・ハイブリッド・テクノロジー（ブレーキ・エネルギー回生システム）も導入された。N54エンジンからN55エンジンへの変更によりツインタービンからツインスクロールのシングルタービンに変更されている。またこのエンジンの変更により135iの燃費は15％改善した。
2011年6月20日、フェイスリフトモデル（E82 LCI・E88 LCI）が発表された。
| E82/E88（2008年 - 2011年）/ E82 LCI/E88 LCI（2011年 - 2014年） | E82/E88（2008年 - 2011年）/ E82 LCI/E88 LCI（2011年 - 2014年） | E82/E88（2008年 - 2011年）/ E82 LCI/E88 LCI（2011年 - 2014年） | E82/E88（2008年 - 2011年）/ E82 LCI/E88 LCI（2011年 - 2014年） | E82/E88（2008年 - 2011年）/ E82 LCI/E88 LCI（2011年 - 2014年） | E82/E88（2008年 - 2011年）/ E82 LCI/E88 LCI（2011年 - 2014年） | E82/E88（2008年 - 2011年）/ E82 LCI/E88 LCI（2011年 - 2014年） | E82/E88（2008年 - 2011年）/ E82 LCI/E88 LCI（2011年 - 2014年） |
| グレード                                                       | 型式                                                           | 排気量 (cc)                                                    | エンジン                                                       | 最高出力 (ps/rpm)                                              | 最大トルク (kgm/rpm)                                           | 変速機                                                         | 駆動方式                                                       |
| -------------------------------------------------------------- | -------------------------------------------------------------- | -------------------------------------------------------------- | -------------------------------------------------------------- | -------------------------------------------------------------- | -------------------------------------------------------------- | -------------------------------------------------------------- | -------------------------------------------------------------- |
| 120i カブリオレ（2008年 - 2010年）                             | N46B20B                                                        | 1,995                                                          | 直列4気筒DOHC                                                  | 156/6,400                                                      | 20.4/3,600                                                     | 6速AT                                                          | 後輪駆動                                                       |
| 120i カブリオレ/クーペ（2010年 - 2014年）                      | N43B20A                                                        | 1,995                                                          | 直列4気筒DOHC                                                  | 170/6,700                                                      | 21.4/4,250                                                     | 6速AT                                                          | 後輪駆動                                                       |
| 135i クーペ（2008年 - 2010年）                                 | N54B30A                                                        | 2,979                                                          | 直列6気筒DOHCツインターボ                                      | 306/5,800                                                      | 40.8/1,300-5000                                                | 6速AT/6速MT                                                    | 後輪駆動                                                       |
| 135i クーペ（2010年 - 2014年）                                 | N55B30A                                                        | 2,979                                                          | 直列6気筒DOHCターボ                                            | 306/5,800                                                      | 40.8/1,200-5000                                                | 7速DCT/6速MT                                                   | 後輪駆動                                                       |

## 2代目（2011年 - 2019年）F20型/F21型/F52型
2011年6月5日、フルモデルチェンジ。欧州市場では、同年秋から販売を開始した。
先代より、ホイールベースを30mm延長し、2,690mmとした。室内空間も拡大され、後席の足元スペースは、先代よりも約20mm拡大し、後席の居住性が改善された。また、収納性も向上し、フロント・センター・コンソールのシフト・レバーの前に、2つのカップ・ホルダーとトレーを装備したほか、フロントのドア・ポケットには、ボトル・ホルダーが、フロント・センター・アームレストの下には、収納トレーが装備された。
大型のキドニー・グリル、片側2灯式のバイ・キセノン・ヘッドライト、3分割されたエア・インテークによるフロント・デザインが、特徴的である。立体的なデザインで形作られた、テール・ライトのライト・ユニットには、L字形に輝くLEDライトが装備される。
全モデルに、アイドリングストップ機構や、ブレーキ・エネルギー回生システムを採用し、燃料消費量の低減を図っている。トランスミッションは、セグメント初の8速ATを搭載する。さらに、メルセデス・ベンツ・Sクラス（W220）が最初に導入し、世界中のメーカーが追従していた、ウインカー内蔵ドアミラーを、BMWとしては初めて採用した。
快適装備も、数多く充実している。ドライビング・パフォーマンス・コントロール（ECO PROモード付）をはじめ、6.5インチ・コントロール・ディスプレイ、iDriveコントローラー、オートマチック・エア・コンディショナーなどが、標準設定される。
販売当初は、5ドアモデル（F20）のみで、ガソリン・モデルは、「116i」と「118i（日本仕様：120i）」の2種類、ディーゼル・モデルは、「116d」「118d」「120d」の3種類がラインアップされる。それぞれに、Standard、Sport Line（日本仕様：Sport）、Urban Line（日本仕様：Style）の3タイプが用意され、内外装の意匠や、装備内容が異なる。
2012年5月、3ドアモデル（F21）および、新グレード「114i」と「M135i」が追加された。「M135i（LCI後：M140i）」を除く全モデルに、ランフラットタイヤを標準装備している。
2015年、フェイスリフト（LCI）が実施され、内外装のデザインが刷新された。さらに、新開発の直列3気筒ガソリンエンジンを搭載した、新グレードが追加された。
2017年2月27日、4ドアセダン（F52）が発表された（日本未導入）。F20をベースとしながら、細部のデザインは、若干異なる。開発は、中国現地のエンジニアの助言を受けながら、ミュンヘンのBMW本社が担当する。生産は、「BMW Brilliance Automotive Ltd.」のTiexi工場にて行われる。ラインアップは、「118i」「120i」「125i」の3種類が用意される。当初は、中国市場専売の予定であったが、のちに、メキシコでも発売された。一代限りで販売を終了し、2シリーズ グランクーペ（F44）が、実質的な後継車となる。

### 日本での販売
2011年9月22日、「116i」と「120i」の販売が開始された。エンジンは、両者ともに、1.6L 直列4気筒ガソリンエンジン（N13B16A型）で、出力のみ異なる。トランスミッションは、新開発の8速ATのみで、右ハンドル仕様のみの設定となる。Sportにオプションで設定される、Mスポーツ・サスペンションを選択した場合、最低地上高が、15mmダウン（140mm→125mm）する。
2012年8月1日、高性能モデル「M135i」の販売が開始された。エンジンは、先代と同形式のN55B30A型であるが、BMW Mによるチューニングがなされ、最高出力は、14psアップの320psを発生する。トランスミッションは、8速スポーツATのみとなる。この「M135i」は、M Performance Automobiles（M3やM5などの「BMW Mモデル」と、標準モデルとの間に位置するモデル）の、日本市場における最初のモデルとなる。
2013年8月29日、仕様変更。「Standard」を除く全モデルに、iDriveナビゲーション・システム、BMW SOSコール、BMWテレサービスを標準装備とした。加えて、歩行者検知機能付「衝突回避・被害軽減ブレーキ」を含む「ドライビング・アシスト・パッケージ」を、全モデルにオプション設定した。
2014年11月25日、エントリー・モデルとして、新グレード「116i Young Line」を追加設定。「116i」をベースに、標準装備を厳選し、価格を抑えたモデルである。しかしながら、iDriveナビゲーション・システムや、8.8インチ・コントロール・ディスプレイなどの快適装備は、据え置きとした。
2015年5月14日、フェイスリフトモデル（LCI）の発表が行われた。ラインアップは、「118i」「120i」「M135i」の3モデルが用意される。販売当初の「118i」は、フェイスリフト前の「116i」と同様に、1.6L 直列4気筒ガソリンエンジンを搭載していた。
同年8月24日、仕様変更。「118i」のエンジンを、1.5L 直列3気筒ガソリンエンジンに切り替えることが発表された。燃料消費率（JC08モード）は、従来から約10％向上した。
2016年5月9日、日本市場では初となる、クリーン・ディーゼル・モデル「118d」が追加投入された。NOx吸蔵還元触媒など、メンテナンス・フリーの最先端排出ガス処理技術「BMW BluePerformanceテクノロジー」を採用し、世界最高水準の排出ガス基準である、日本のポスト新長期規制に適合する。エコカー減税対象車となる。
同年9月1日、高性能モデル「M140i」を追加設定。従来の「M135i」に置き換わるモデルで、最高出力を14馬力、最大トルクを50Nmアップさせながら、燃費も約10%向上させた。
2017年8月23日、2度目のマイナーチェンジが行われた。エクステリアは、そのままに、インテリアを、よりモダンで洗練されたデザインに一新した。ハイグロス・ブラックを使用した、新デザインのセンター・コンソールや、新作のインスツルメント・パネルを採用したほか、トリムに、上質なクロームメッキ加飾を追加した。新デザインのグローブ・ボックスや、センター・コンソールを採用し、周辺パネルの継ぎ目を最小限に抑えることで、室内空間をより広く、ワイドな印象にした。また、素材も高品質なものへ変更し、質感も向上させた。装備面においては、ユーザーの利便性を向上させるため、タッチ・パネルに対応した、コントロール・ディスプレイを採用した。また、HDDナビゲーション・システムのメニュー画面が、最新のものに置き換わり、より見やすく、操作しやすい表示へ改良されている。
併せて、特別仕様車「Edition Shadow」を、限定1,000台で発売。「118i M Sport」および「118d M Sport」をベースに、ダーク・カラーLEDヘッドライト／リヤ・コンビネーション・ライト、ハイグロス・ブラック・キドニー・グリル、18インチMライト・アロイ・ホイール・ダブルスポークジェット・ブラック719M、コニャックのダコタ・レザー・シートを専用装備している。装備面では、パーキング・サポート・パッケージや、ストップ&ゴー機能付アクティブ・クルーズ・コントロール（ACC）、コンフォート・パッケージ、HiFiサウンドスピーカー・システムが搭載されている。

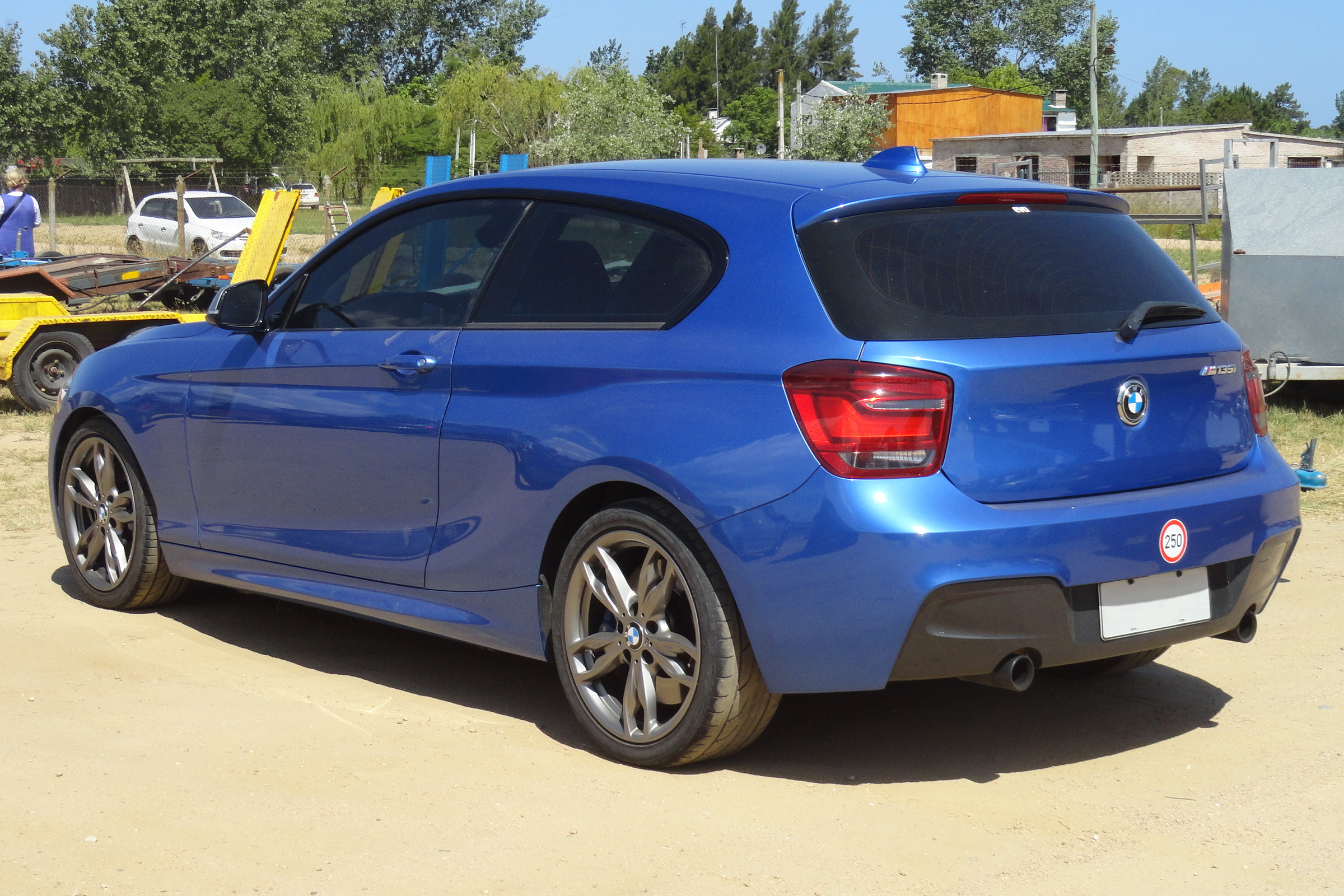
F21（前期型）
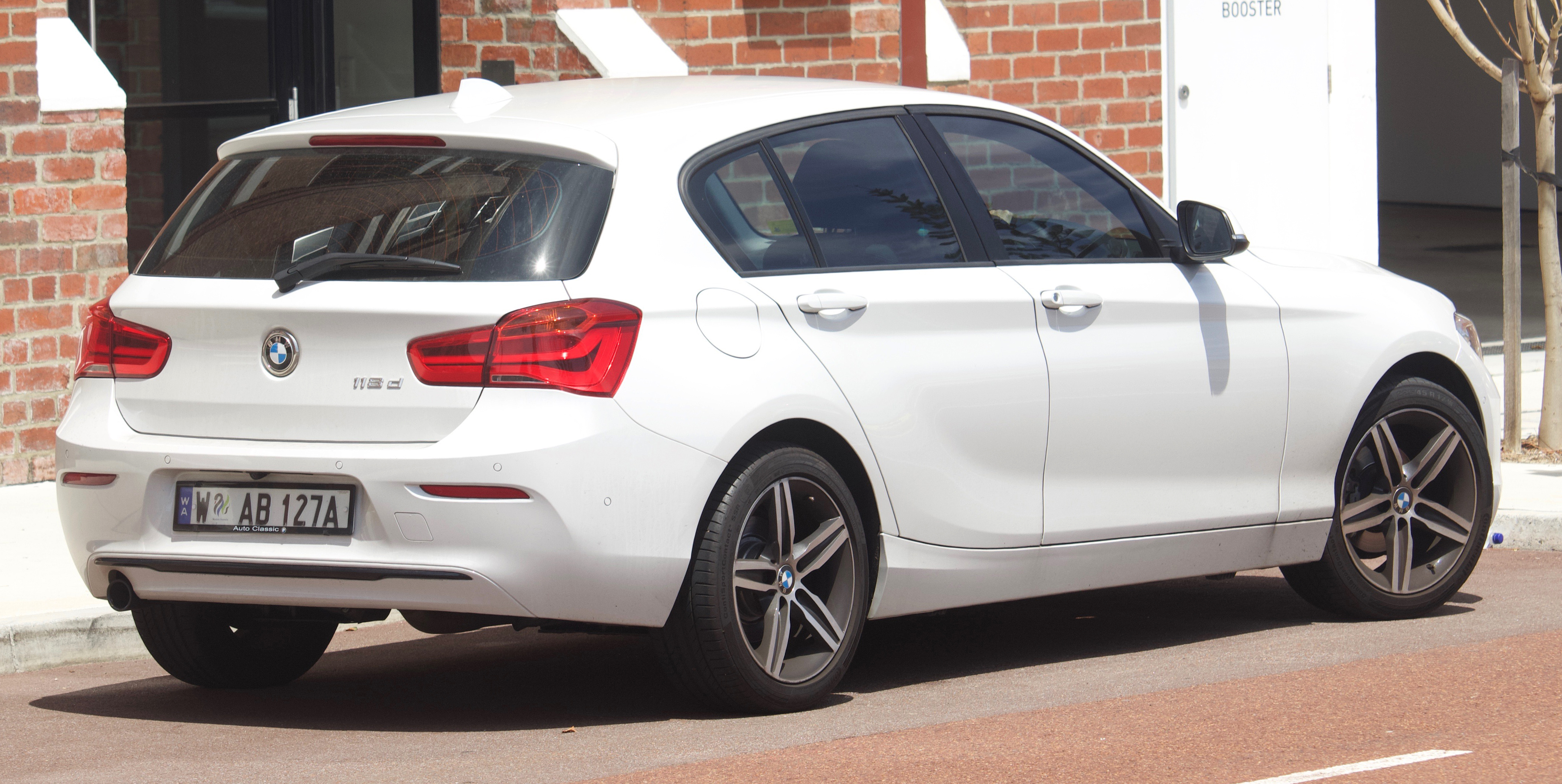
F20（後期型・LCI）
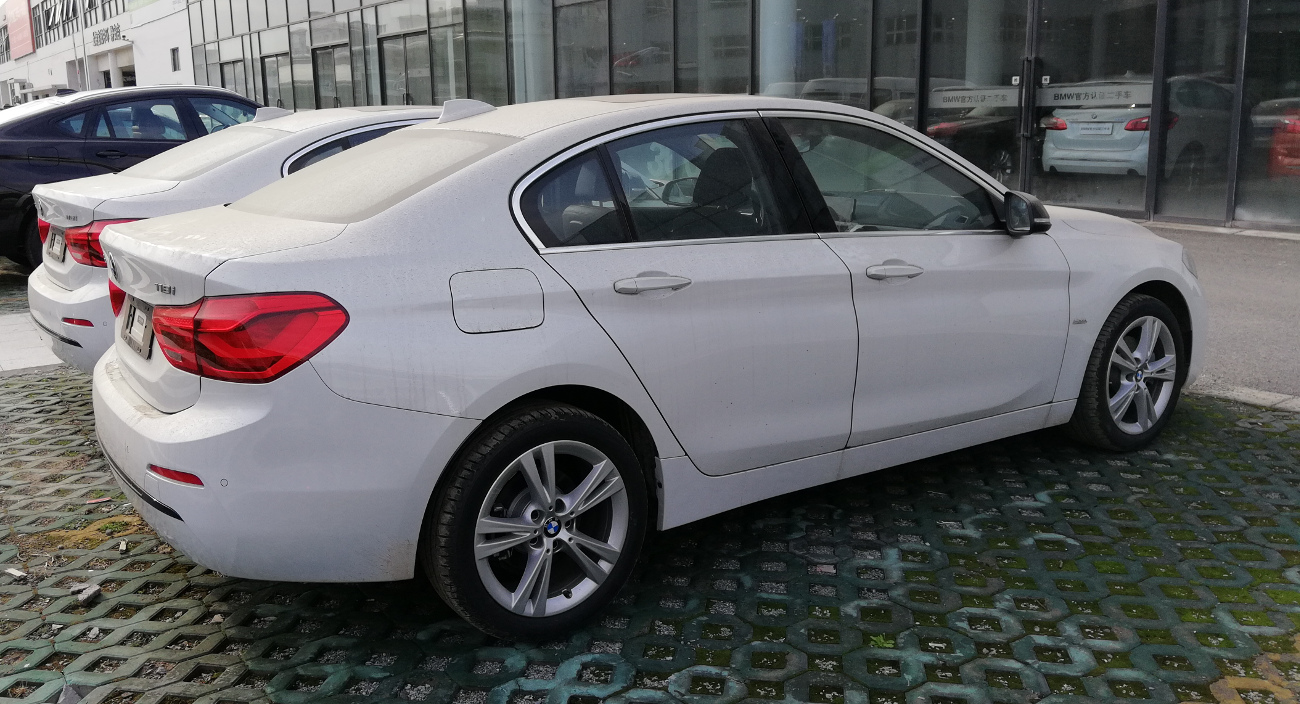
F52（前期型）
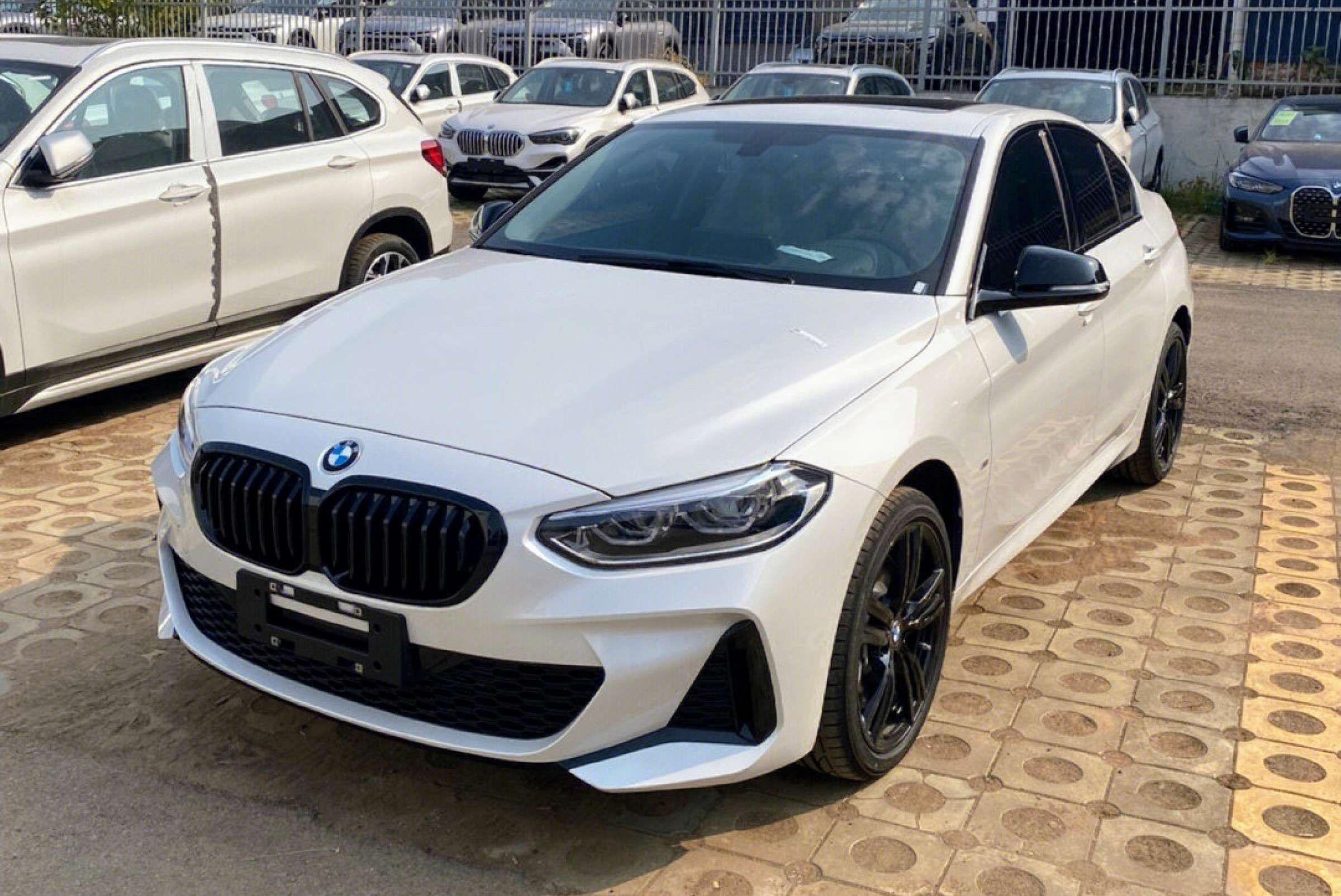
F52（後期型・LCI）
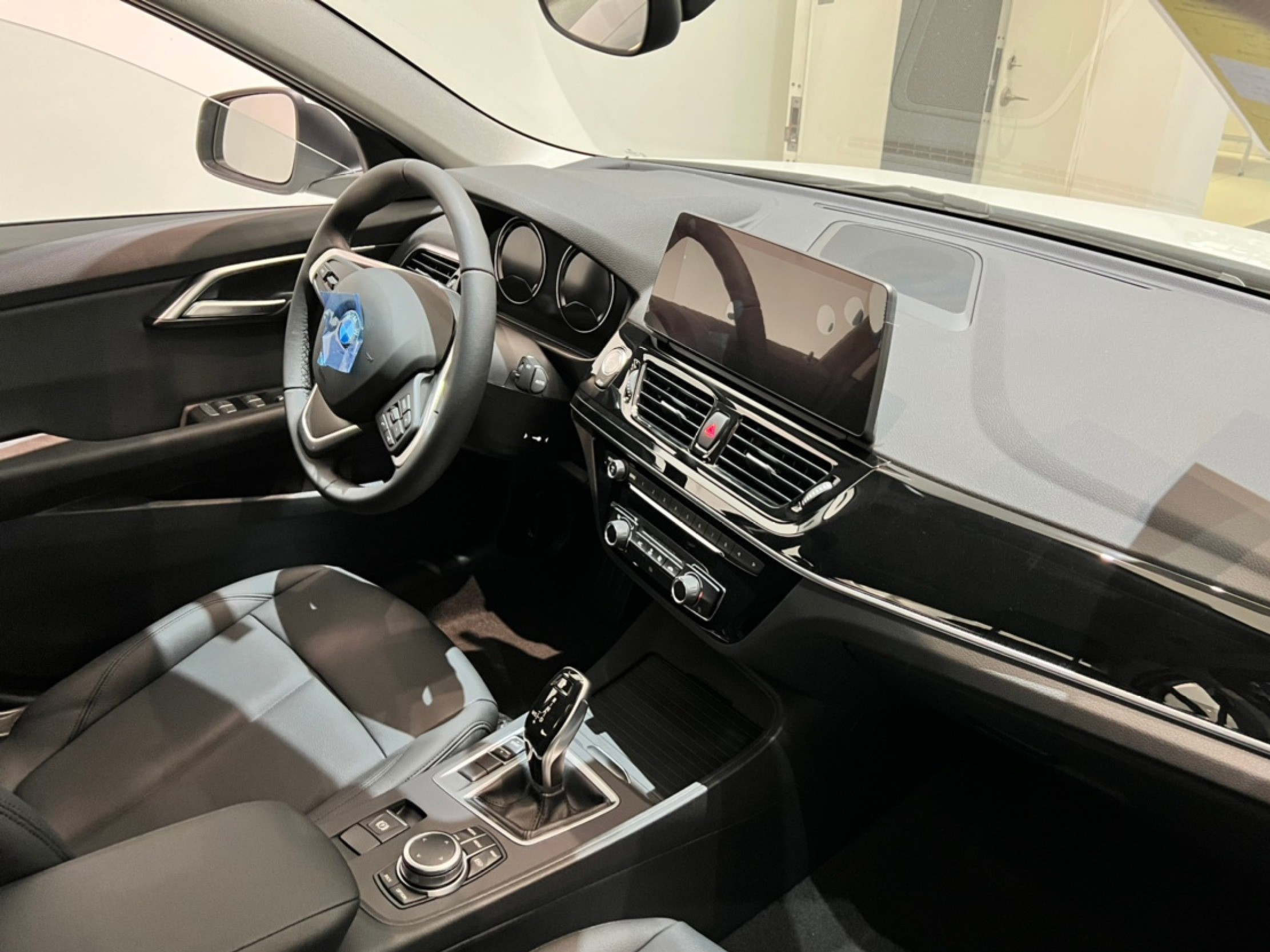
F52（後期型・LCI）

| F20（2011年 - 2015年） | F20（2011年 - 2015年） | F20（2011年 - 2015年） | F20（2011年 - 2015年） | F20（2011年 - 2015年） | F20（2011年 - 2015年） | F20（2011年 - 2015年） | F20（2011年 - 2015年） |
| グレード               | 型式                   | 排気量 (cc)            | エンジン               | 最高出力 (ps/rpm)      | 最大トルク (kgm/rpm)   | 変速機                 | 駆動方式               |
| ---------------------- | ---------------------- | ---------------------- | ---------------------- | ---------------------- | ---------------------- | ---------------------- | ---------------------- |
| 116i                   | N13B16A                | 1,598                  | 直列4気筒DOHCターボ    | 136/4,400-6,450        | 22.4/1,350-4,300       | 8速AT                  | 後輪駆動               |
| 120i                   | N13B16A                | 1,598                  | 直列4気筒DOHCターボ    | 170/4,800-6,450        | 25.5/1,500-4,500       | 8速AT                  | 後輪駆動               |
| M135i                  | N55B30A                | 2,979                  | 直列6気筒DOHCターボ    | 320/5,800              | 45.9/1,300-4,500       | 8速AT                  | 後輪駆動               |

| F20 LCI（2015年 - 2019年） | F20 LCI（2015年 - 2019年） | F20 LCI（2015年 - 2019年） | F20 LCI（2015年 - 2019年）    | F20 LCI（2015年 - 2019年） | F20 LCI（2015年 - 2019年） | F20 LCI（2015年 - 2019年） | F20 LCI（2015年 - 2019年） |
| グレード                   | 型式                       | 排気量 (cc)                | エンジン                      | 最高出力 (ps/rpm)          | 最大トルク (kgm/rpm)       | 変速機                     | 駆動方式                   |
| -------------------------- | -------------------------- | -------------------------- | ----------------------------- | -------------------------- | -------------------------- | -------------------------- | -------------------------- |
| 118i（ - 2015年8月）       | N13B16A                    | 1,598                      | 直列4気筒DOHCターボ           | 136/4,400-6,450            | 22.4/1,350-4,300           | 8速AT                      | 後輪駆動                   |
| 118i（2015年8月 - 2019年） | B38B15A                    | 1,498                      | 直列3気筒DOHCターボ           | 136/4,400                  | 22.4/1,250-4,300           | 8速AT                      | 後輪駆動                   |
| 118d（2016年 - 2019年）    | B47D20A                    | 1,995                      | 直列4気筒DOHCディーゼルターボ | 150/4,000                  | 32.6/1,500-3,000           | 8速AT                      | 後輪駆動                   |
| 120i（ - 2016年）          | N13B16A                    | 1,598                      | 直列4気筒DOHCターボ           | 177/5,000                  | 25.5/1,500-4,500           | 8速AT                      | 後輪駆動                   |
| 120i（2016年 - 2019年）    | B48B20A                    | 1,998                      | 直列4気筒DOHCターボ           | 184/5,000                  | 27.5/1,350-4,600           | 8速AT                      | 後輪駆動                   |
| M135i（ - 2016年）         | N55B30A                    | 2,979                      | 直列6気筒DOHCターボ           | 326/5,800                  | 45.9/1,300-4,500           | 8速AT                      | 後輪駆動                   |
| M140i（2016年 - 2019年）   | B58B30A                    | 2,977                      | 直列6気筒DOHCターボ           | 340/5,500                  | 51.0/1,520-4,500           | 8速AT                      | 後輪駆動                   |

- F21（前期型）
- F20（後期型・LCI）
- F52（前期型）
- F52（後期型・LCI）
- F52（後期型・LCI）

## 3代目（2019年 - 2024年）F40型
2019年5月27日、ミュンヘンで開催された「BMW Group ＃NEXTGen presentation platform」にてワールドプレミア。5ドアハッチバックのみのラインアップとなった。
「1シリーズの購入層の多くは、駆動形式に拘っていない」という顧客調査の結果を元に、走りと空間効率を高次元で両立させるため、シリーズ初となるFFを採用した。同時に、プラットフォームは、MINIや、2シリーズ アクティブツアラー/グランツアラー等で採用済の「UKL」を、さらに昇華させた、新開発の「FAAR」を採用した。
FFの採用により、後部足元のスペースが、約40mm拡大され、より乗降しやすくなるなど、室内空間の機能性が、大幅に改善された。また、ラゲッジ・ルームの容量は、20Lアップの380Lとなり、後席を倒すと、最大1,200Lまで拡大できる。
エンジン・コントロール・ユニットで、直接スリップ状況を感知し、ダイナミック・スタビリティ・コントロール（DSC）を経由することなく、以前より、約3倍の速さで、その信号を直接エンジンに伝達する、タイヤスリップ・コントロール・システム（ARB）を、日本仕様のBMWとしては、初搭載した。これにより、FF特有のアンダー・ステアを大幅に抑制し、より俊敏な走りを実現している。
パワートレインは、最新世代の1.5L 直列3気筒エンジン（ガソリン）及び、2.0L 直列4気筒エンジン（ガソリン/ディーゼル）が用意される。トランスミッションは、前者に7速DCTが、後者に8速ATが、それぞれ組み合わされる。アルミニウム製のエンジン・フードをはじめ、高張力鋼とアルミニウムを、効果的に組み合わせた骨格により、ボディ剛性を確保しながら、最大30kgの軽量化を実現している。
デザイン面では、大型化し中央部が連結した、新世代デザインのキドニー・グリルと、くっきりとしたデザインの4灯ヘキサゴナルLEDヘッドライトを採用した。リアは、低重心なシルエットに、新デザインのL字型テール・ライトが特徴的である。
5.1インチのメーター・パネル・ディスプレイ及び、8.8インチのコントロール・ディスプレイに加えて、10.25インチのディスプレイを2つ備えた、BMWライブ・コックピットや、大型化した、BMWヘッドアップ・ディスプレイが、オプションで用意される。さらに、Qi対応の機器を充電できる、ワイヤレス充電機能を標準装備としたほか、「OK, BMW」で起動する、AIを活用した、新開発の「BMWインテリジェント・パーソナル・アシスタント」も装備する。
運転支援機能として、新たにレーン・チェンジ・ウォーニング、後部衝突警告機能、クロス・トラフィック・ウォーニング（リア）、スピード・リミット情報表示機能が追加された、ドライビング・アシストを装備した。さらに、直近に前進した50mの軌跡を記憶し、その軌跡通りに後退する際に、ステアリング操作を自動で行う「リバース・アシスト」を備えた、パーキング・アシストも用意されている。

### 日本での販売
2019年8月29日、発表された。グレードは、1.5L 直列3気筒ガソリンエンジンを搭載する「118i」「118i Play」「118i M Sport」と、2.0L 直列4気筒ガソリンエンジンを搭載する「M135i xDrive」の、計4種類が用意される。
「M135i xDrive」は、唯一の四輪駆動モデルであり、新開発の機械式トルセン・リミテッド・スリップ・ディファレンシャルを標準装備する。デザイン面でも、メッシュ・デザインのキドニー・グリルや、直径100mmのデュアル・エキゾースト・テールパイプといった専用装備に加え、キドニー・グリルや、エア・インテーク・トリム、ミラー・キャップ等は、セリウム・グレーに統一される。
同年11月1日、国民的アニメーション「天才バカボン」とコラボした、プロモーションを開始。「うちのクルマは天才なのだ。」をキャッチコピーに、海外コミック風にリメイク、ハリウッド映画風に実写化した、TVCM及び、Webムービーの配信を開始した。
2020年4月2日、クリーン・ディーゼル・モデル「118d」が追加投入された。グレードは、「118d Play」と「118d M Sport」の2種類が用意される。最新の2.0L 直列4気筒ディーゼルエンジンを搭載し、先代比で、CO2排出量を約5%削減した。リア左右に、径90mmのエキゾースト・テールパイプを装備し、ガソリン・モデル「118i」との差別化が図られている。
2021年6月1日、仕様変更。全モデルに、アクティブ・クルーズ・コントロール（ACC）、オートマチック・テールゲート・オペレーション、電動フロント・シート（運転席&助手席、運転席メモリー機能付）を標準装備とした。加えて、一部のモデルには、ドライビング・アシスト、BMW Individualアルミニウム・ライン、イルミネーテッド・ベルリン・インテリア・トリムも標準装備される。
2022年9月14日、エントリー・モデルとして、新グレード「116i」を追加設定。「118i」と同一のエンジンを搭載しつつも（出力は異なる）、標準装備を厳選し、価格を抑えたモデルである。しかしながら、ストップ&ゴー機能付きACC、ドライビング・アシスト、パーキング・アシストなどの運転支援機能は、据え置きとした。なお、日本仕様で唯一の「Sport Line」装着モデルとなる。BMWオンライン・ストア上のみで販売され、ディーラー（実店舗）では購入できない。
| F40（2019年 - 2024年）                  | F40（2019年 - 2024年） | F40（2019年 - 2024年） | F40（2019年 - 2024年）        | F40（2019年 - 2024年） | F40（2019年 - 2024年） | F40（2019年 - 2024年） | F40（2019年 - 2024年） |
| グレード                                | 型式                   | 排気量 (cc)            | エンジン                      | 最高出力 (ps/rpm)      | 最大トルク (kgm/rpm)   | 変速機                 | 駆動方式               |
| --------------------------------------- | ---------------------- | ---------------------- | ----------------------------- | ---------------------- | ---------------------- | ---------------------- | ---------------------- |
| 116i（2022年9月 - 2024年2月）           | B38A15A                | 1,498                  | 直列3気筒DOHCターボ           | 109/4,300-6,500        | 19.4/1,380-3,800       | 7速DCT                 | 前輪駆動               |
| 118i（2019年11月 - 2024年10月）         | B38A15A                | 1,498                  | 直列3気筒DOHCターボ           | 140/4,600              | 22.4/1,480-4,200       | 7速DCT                 | 前輪駆動               |
| 118d（2020年4月 - 2024年10月）          | B47C20B                | 1,995                  | 直列4気筒DOHCディーゼルターボ | 150/4,000              | 35.7/1,750-2,500       | 8速AT                  | 前輪駆動               |
| M135i xDrive（2019年11月 - 2024年10月） | B48A20E                | 1,998                  | 直列4気筒DOHCターボ           | 306/5,000-6,250        | 45.9/1,750-4,500       | 8速AT                  | 四輪駆動               |

## 4代目（2024年 - ）F70型
2024年6月20日、ワールドプレミア。全体的なフォルムやプラットフォームは、先代となる3代目（F40）を継承しており、事実上、F40のフェイスリフト版となる。
本モデルより、従来、ガソリンモデルのグレード名末尾についていた「i」の文字が、廃止された。「i」は今後、電気自動車を意味する文字として、BEVのみに採用されることになる。
ボディサイズは、全長が42mm延長された4,360mm、全高が15mm拡大された1,450mmとなった。しかし、全幅とホイールベースは、先代と同一である（いずれも、欧州仕様の値）。
エクステリアは、斜めのデザインを取り入れたキドニー・グリル、環状のシグネチャーを2回繰り返すツイン・サーキュラーを進化させたアダプティブLEDヘッドライト、ワイドで力強さを強調する水平方向のキャラクターライン、立体的なLEDテールライトが特徴的である。さらに、リアゲートに取り付けられているモデルバッチの「1」が巨大化された。
インテリアは、メーターパネルとコントロールディスプレイを一体化させた「BMWカーブド・ディスプレイ」を運転席側に傾けて配置した。従来のシフトレバーと、iDriveコントローラーは廃止され、トグル・スイッチ式のギヤセレクターに置き換わった。また、センターコンソールには、Qi機能を備えたスペースも確保されている。
車両のキーを持たずとも、対応のスマートフォン、スマートウォッチを携行していれば、車両に近づくだけでロック解除、エンジン始動を可能にする「BMWデジタル・キー・プラス」や、AI技術を活用し、音声会話だけで車両の操作、情報へのアクセスが可能となる「BMWインテリジェント・パーソナル・アシスタント」を新たに装備している。
BMWオペレーティング・システム9が搭載され、運転席側に機能アイコンを縦に並べたホーム画面を備える。さらに、メニュー構造が大幅に改良され、サブ・メニューに切り替えることなく、機能に直接アクセスできる「QuickSelect」機能により、操作性を向上させた。
ラゲッジ容量は、大人3名乗車時には380ℓ、40:20:40の分割可倒式リアシートを、全て倒すことで、最大1,200ℓにまで拡大することが可能である。電動開閉式のリアゲートはハンズフリーでの開閉も可能である。
パワートレインは、1.5L 直列3気筒DOHCガソリンエンジンに、48Vマイルド・ハイブリッド・システムを組み合わせた「120」、2.0L 直列4気筒DOHCガソリンエンジン「M135」が用意される。欧州市場では、出力違いの「116」「123」も用意される。トランスミッションは、全モデルに7速DCTが組み合わされる。
先進運転支援システム（ADAS）は、高性能カメラ&レーダーと高性能プロセッサーを駆使する、新世代の「ドライビング・アシスト」を装備する。他のBMWモデルと同様に、新たにハンズ・オフ機能付き渋滞運転支援機能が搭載された。また、レーン・チェンジ・ウォーニング（車線変更警告システム）、衝突回避・被害軽減ブレーキ（事故回避ステアリング付）、クロス・トラフィック・ウォーニング、パーキング・アシスタント、リバース・アシスト機能なども、引き続き搭載されている。

### 日本での発売
2024年10月30日、発表された。グレードは、1.5L 直列3気筒ガソリンエンジンを搭載する「120」「120 M Sport」、2.0L 直列4気筒ガソリンエンジンを搭載する「M135 xDrive」が用意される。全モデル、右ハンドル・7速DCTのみの設定となる。
「M135 xDrive」は、唯一の四輪駆動モデルであり、左側のパドルシフトを1秒間引くことで、全てのパワートレインとシャシー・システムを、最もスポーティな設定に切り替えられる「Mスポーツ・ブースト機能付き7速DCT」を標準装備する。さらに、Mモデルで採用されているテクノロジーを受け継いだ「M コンパウンド・ブレーキ（グレー・ハイグロス・キャリパー）」をオプション設定する。
2025年2月26日、クリーン・ディーゼル・モデル「120d」が追加投入された。グレードは、「120d」と「120d M Sport」の2種類が用意される。2.0L 直列4気筒ディーゼルエンジンを搭載し、ガソリンモデルと同様に、48Vマイルド・ハイブリッド・システムを組み合わせる。全モデル、右ハンドル・7速DCTのみの設定となる。なお、「120d M Sport」は、アダプティブMサスペンションを装備する。
| F70（2024年 - ）             | F70（2024年 - ） | F70（2024年 - ） | F70（2024年 - ）              | F70（2024年 - ）  | F70（2024年 - ）     | F70（2024年 - ） | F70（2024年 - ） |
| グレード                     | 型式             | 排気量 (cc)      | エンジン                      | 最高出力 (ps/rpm) | 最大トルク (kgm/rpm) | 変速機           | 駆動方式         |
| ---------------------------- | ---------------- | ---------------- | ----------------------------- | ----------------- | -------------------- | ---------------- | ---------------- |
| 120（2024年10月 - ）         | B38A15A          | 1,498            | 直列3気筒DOHCターボ           | 156/5,000         | 24.5/1,500-4,400     | 7速DCT           | 前輪駆動         |
| 120d（2025年2月 - ）         | B47C20B          | 1,995            | 直列4気筒DOHCディーゼルターボ | 149/4,000         | 36.7/1,500-2,500     | 7速DCT           | 前輪駆動         |
| M135 xDrive（2024年10月 - ） | B48A20E          | 1,998            | 直列4気筒DOHCターボ           | 300/5,750         | 40.8/2,000-4,500     | 7速DCT           | 四輪駆動         |